# Aleksandr Tkačëv
Aleksandr Vasil'evič Tkačëv (in russo Алекса́ндр Васи́льевич Ткачёв?; Semiluki, 4 novembre 1957) è un ex ginnasta sovietico, dal 1991 russo.

## Palmarès

### Olimpiadi
- 3 medaglie:
  - 2 ori (Mosca 1980 nel concorso a squadre; Mosca 1980 nelle parallele)
  - 1 argento (Mosca 1980 negli anelli)

### Mondiali
- 9 medaglie:
  - 3 ori (Fort Worth 1979 nel concorso a squadre; Mosca 1981 nel concorso a squadre; Mosca 1981 nella sbarra)
  - 3 argenti (Strasburgo 1978 nel concorso a squadre; Fort Worth 1979 nelle parallele; Fort Worth 1979 nella sbarra)
  - 3 bronzi (Fort Worth 1979 nell'all-around; Fort Worth 1979 nel corpo libero; Fort Worth 1979 negli anelli)

### Europei
- - 11 medaglie:
  - 4 ori (Vilnius 1977 nel corpo libero; Essen 1979 nella sbarra; Roma 1981 nell'all-around; Roma 1981 nella sbarra)
  - 5 argenti (Vilnius 1977 nell'all-around; Vilnius 1977 negli anelli; Vilnius 1977 nella sbarra; Essen 1979 nell'all-around; Roma 1981 nelle parallele)
  - 2 bronzi (Roma 1981 nel corpo libero; Roma 1981 negli anelli)